# Nordmakedoniens bidrag i Eurovision Song Contest

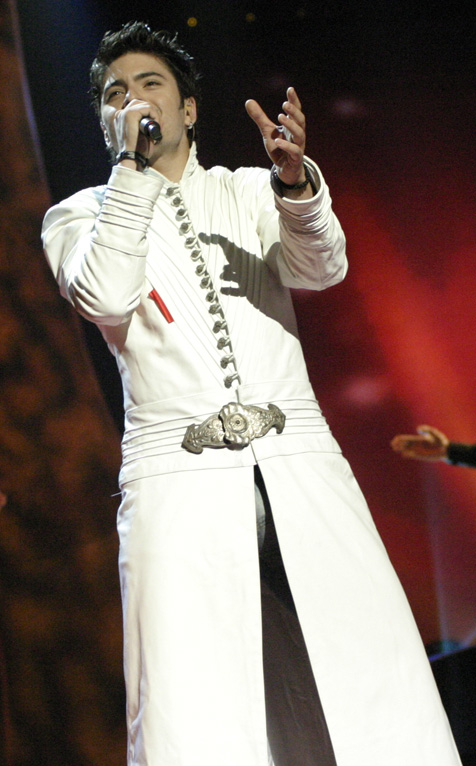
Toše Proeski i Istanbul 2004.

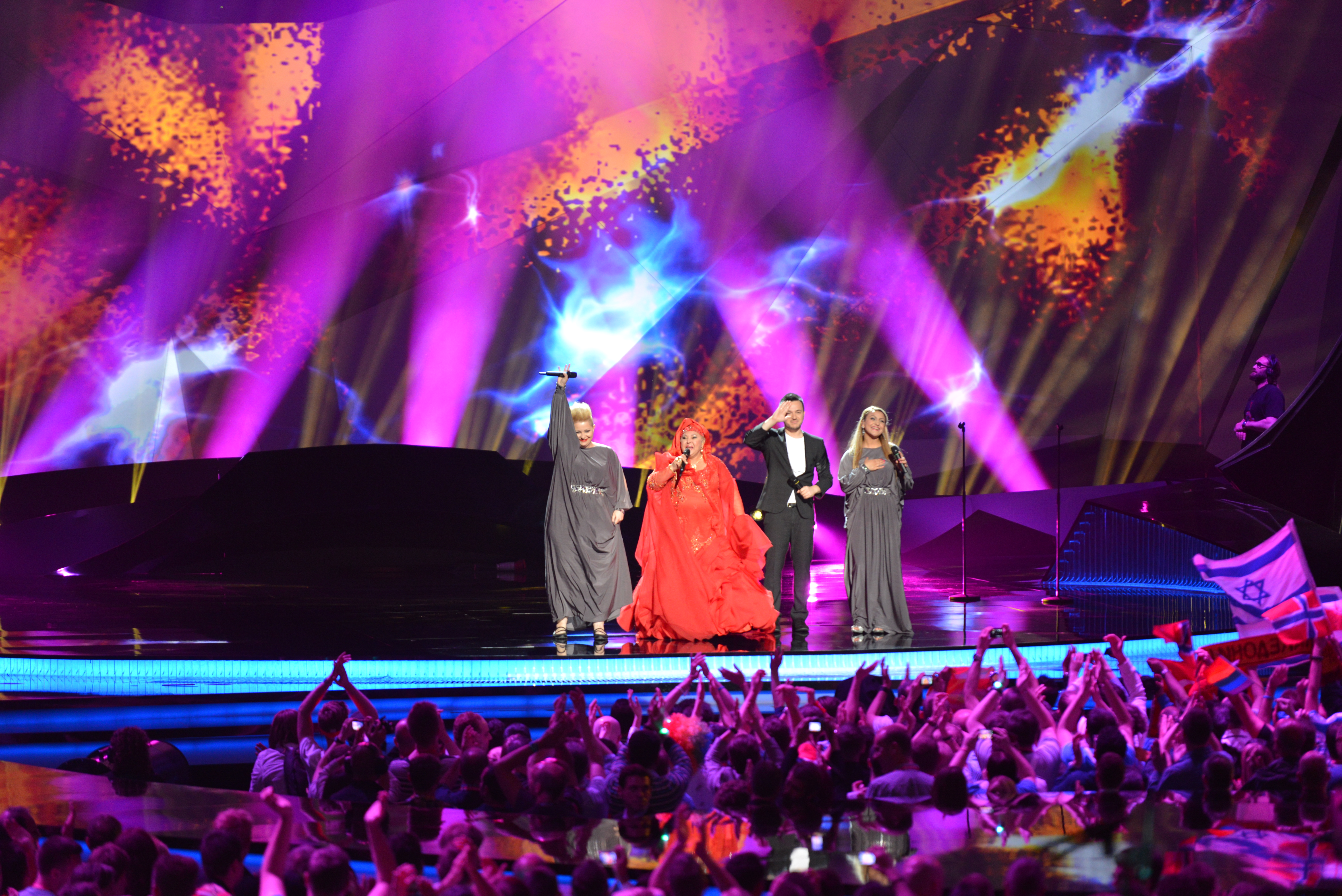
Vlatko Lozanoski och Esma Redžepova i Malmö 2013.

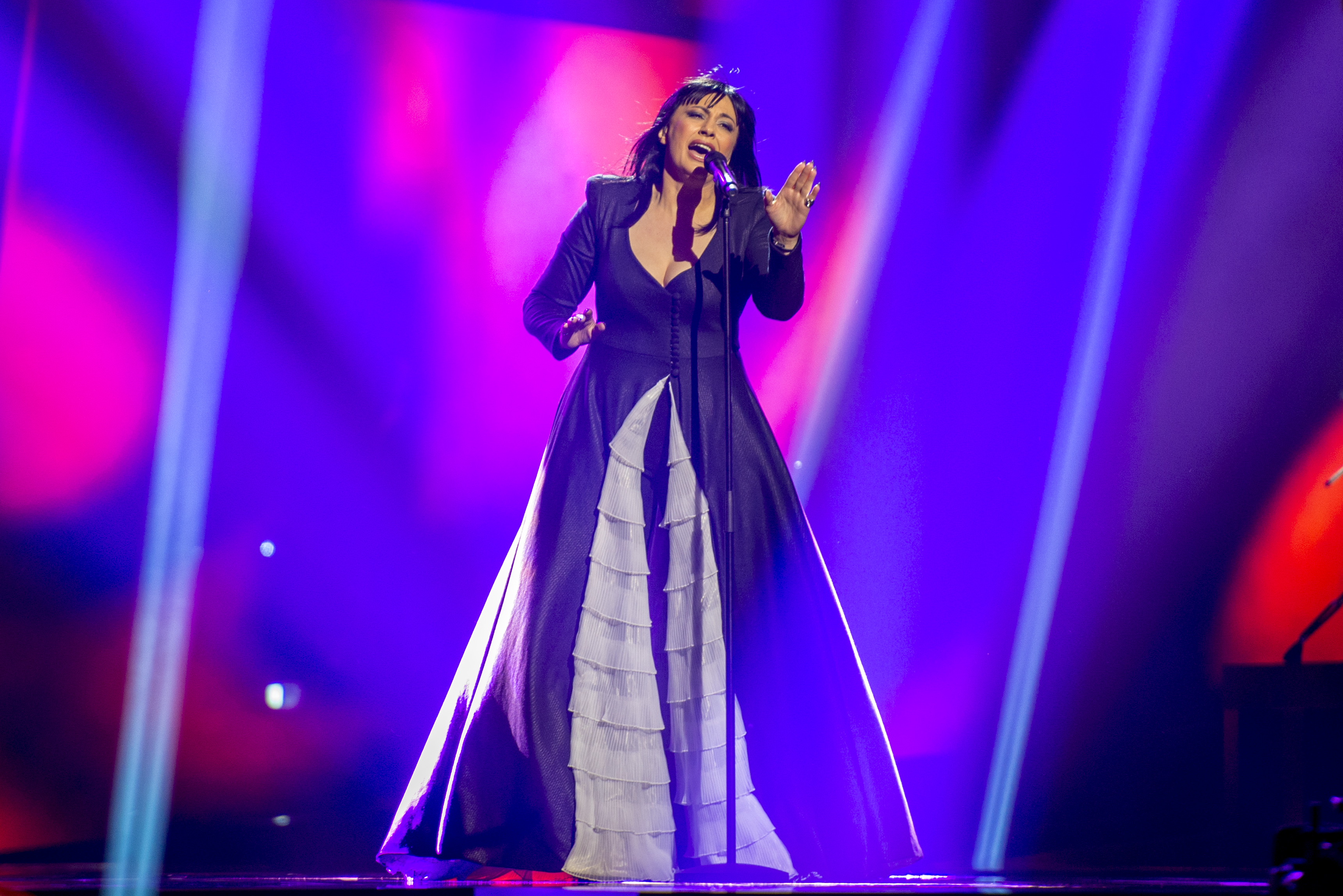
Kaliopi i Stockholm 2016.

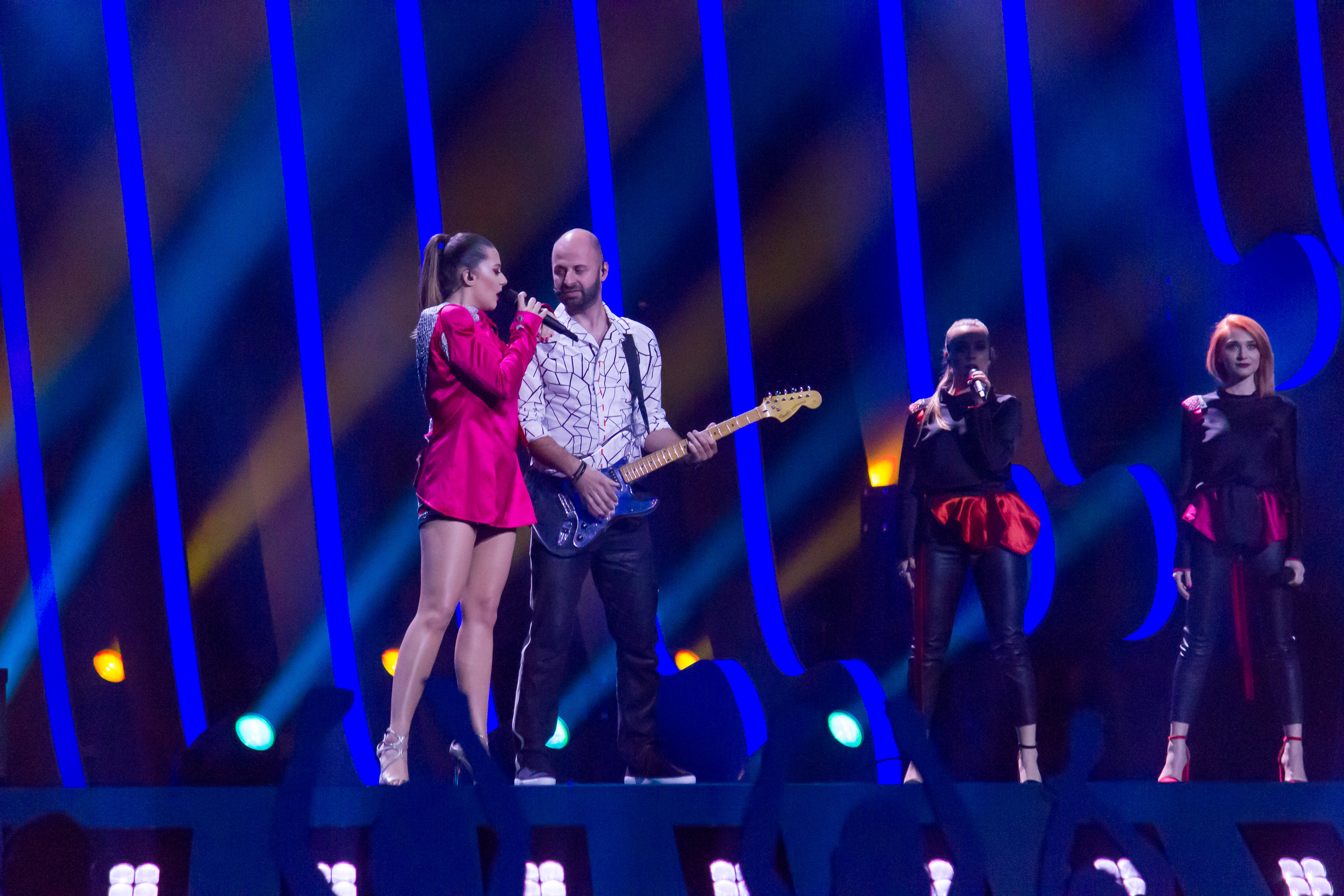
Eye Cue i Lissabon 2018.

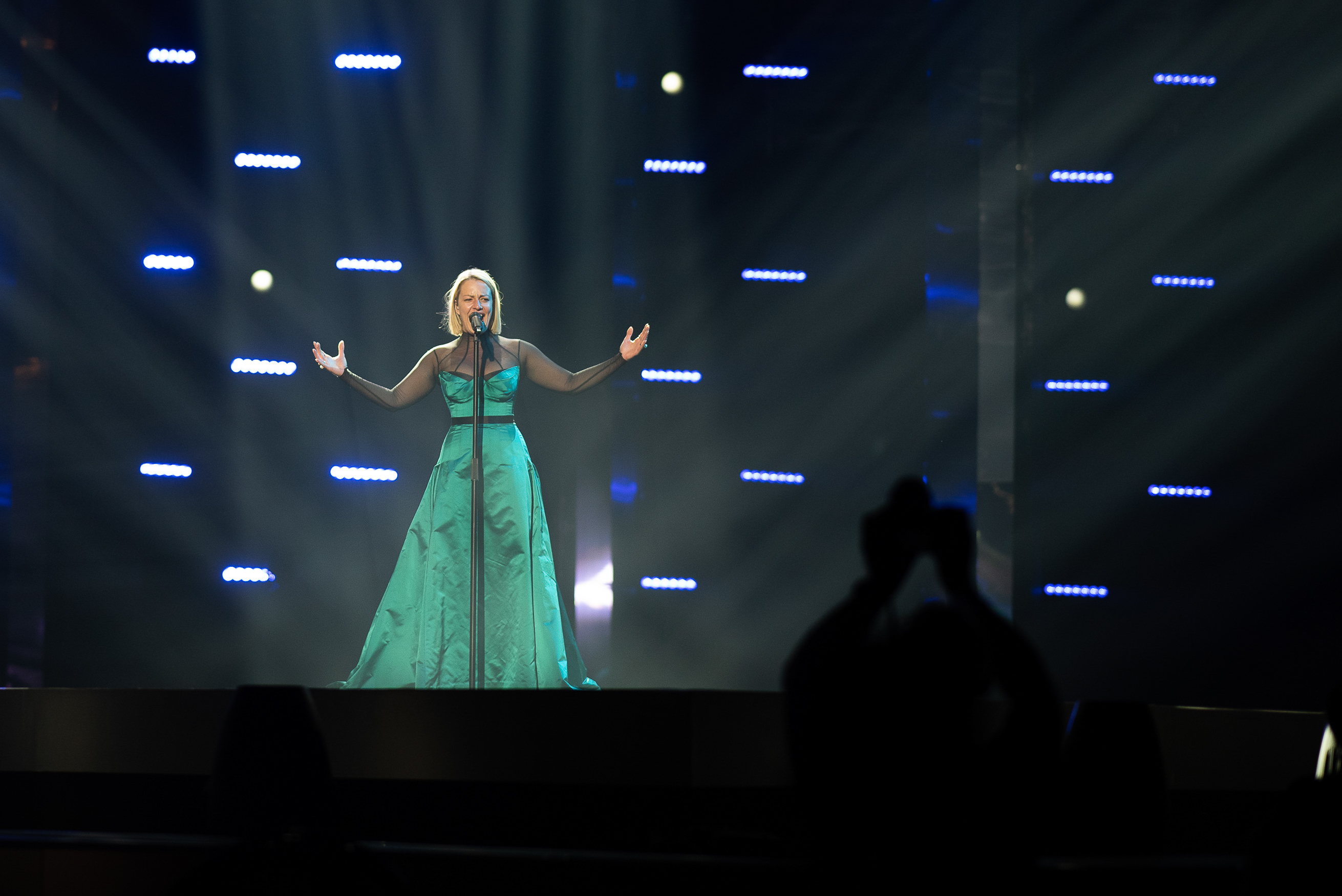
Tamara Todevska i Tel Aviv 2019.

Nordmakedonien debuterade i Eurovision Song Contest 1998 och har till och med 2022 deltagit 21 gånger. Det nordmakedonska tv-bolaget Makedonska Radio-Televizija (MRT) har ansvarat för Nordmakedoniens medverkan varje år sedan 1998. Nordmakedonien ingick tidigare inom landskonstellationen Jugoslavien som deltog i tävlingen mellan 1961 och 1992.
Nordmakedonien har hittills aldrig stått som slutgiltig vinnare i en ESC-final och ej heller kommit bland de tre första placeringarna i en final. Som bäst har man blivit tvåa i en semifinal och sjua i en final, vilka bägge placeringarna uppnåddes år 2019. 
Landet tävlade i Eurovision Song Contest fram till 2018 under benämningen F.Y.R. Macedonia, alternativt FYROM. Båda är förkortningar av Former Yugoslav Republic of Macedonia ("Forna Jugoslavrepubliken Makedonien"), eftersom de inte tillåts kalla sig enbart för Makedonien av den grekiska regionen med samma namn. Sedan namnbytet 2019 är landet Nordmakedonien.

## Nordmakedonien i Eurovision Song Contest

### Historia
Nordmakedonien försökte komma med i tävlingen 1996. Det året hade Nordmakedonien valt ett bidrag för finalen i Oslo, Samo ti med Kaliopi, men bidraget kvalificerade sig inte till finalen på grund av en kvalificeringsomgång där juryn fick utse vilka 22 bidrag som skulle få delta i finalen, detta gjorde att Nordmakedonien inte fick delta. De placerade sig 26:a av totalt 29 bidrag. Landet fick göra sin riktiga debut i tävlingen i Birmingham 1998, då Vlado Janevski representerade landet med låten Ne zori, zoro. Nordmakedonien slutade då på nittondeplats i finalen. Från 1994 fram till 2003 var de dåvarande tävlingsreglerna sådana att länder som placerade sig sämre ett år fick avstå medverkan året därpå för att kunna göra plats åt andra länder som hade fått avstå året innan att delta (Sovjetunionens och Jugoslaviens fall resulterade i att flera länder ville delta vilket ledde till denna regel). Nordmakedonien fick avstå från tävlan åren 1999, 2001 och 2003 eftersom landet hamnat i bottenplaceringarna åren innan. 
När systemet med semifinal infördes 2004 representerades landet av sin största soloartist, Toše Proeski, i Istanbul. Nordmakedonien kvalade sig vidare till finalen och slutade på fjortondeplats. Enligt dåvarande system direktkvalificerade sig samtliga topp tio-länder till finalen året därpå, Nordmakedonien kvalade sig till finalen samtliga år fram till och med 2007, men utan att hamna inom topp tio. 2006 kom landets dittills bästa placering i tävlingen då man slutade på tolfteplats i finalen i Aten, det bästa resultatet som Nordmakedonien skulle ha i tretton år framåt. När systemet med två semifinaler infördes 2008 åkte Nordmakedonien ut på grund av riktig otur två år i rad. Landet slutade på tiondeplats i semifinalen både 2008 och 2009, men reglerna då var att juryn fick välja ut en finalist via sin wildcard som de fick ge till ett land som placerat sig på plats 10-19 i semifinalen, medan länderna som placerat sig inom topp nio valdes ut av tittarna (regeln slopades efter 2009). Nordmakedonien fick ingen wildcard, trots att landet slutade på tiondeplats, och missade därmed finalen. Hade det systemet som är idag varit då hade Nordmakedonien nått finalen både 2008 och 2009. Efter fyra misslyckade försök nådde Nordmakedonien finalen 2012 med låten Crno i belo framförd av Kaliopi, och slutade då på trettondeplats i finalen. Landet misslyckades att nå finalen 2013–2018. 2019 kom landet till finalen för första gången på sju år. Representanten Tamara Todevska med låten Proud slutade tvåa i semifinalen och sjua i finalen vilket är Nordmakedoniens första topp tio-placering någonsin och bästa resultatet hittills. Hade endast juryns resultat räknats hade Normakedonien vunnit tävlingen.

### Nationell uttagningsform
Nordmakedonien har varierat sitt sätt att utse artisten och bidraget för tävlingen. När det kommer till nationella uttagningar har landet tidigare vid majoriteten av uttagningarna använt sig av den nationella musiktävlingen Skopje Fest, som är en återkommande festival som hålls varje år. Vid andra nationella uttagningar har man anordnat en nationell final med olika antal tävlande bidrag. Senast 2022 arrangerade man en nationell final vid namnet "Za Eurosong" där fem bidrag och artister ställde upp i finalen. Å andra sidan har Nordmakedonien också utsett sitt bidrag och artist via internval av det nationella TV bolaget.

## Resultattabell
| 1 | Vinnare                            |
| 2 | Andra plats                        |
| 3 | Tredje plats                       |
| ◁ | Sista plats                        |
| X | Ett bidrag valdes men tävlade inte |

| År                     | Artist                                     | Bidrag                                  | Språk                | Final              | Poäng              | Semi               | Poäng              |
| ---------------------- | ------------------------------------------ | --------------------------------------- | -------------------- | ------------------ | ------------------ | ------------------ | ------------------ |
| 1996                   | Kaliopi                                    | Samo ti                                 | Makedonska           | Kvalificerade inte | Kvalificerade inte | 26                 | 14                 |
| Deltog inte 1997       |                                            |                                         |                      |                    |                    |                    |                    |
| 1998                   | Vlado Janevski                             | Ne zori, zoro                           | Makedonska           | 19                 | 16                 | Inga semifinaler   | Inga semifinaler   |
| Deltog inte 1999       |                                            |                                         |                      |                    |                    |                    |                    |
| 2000                   | XXL                                        | 100% te ljubam                          | Makedonska, engelska | 15                 | 29                 | Inga semifinaler   | Inga semifinaler   |
| Deltog inte 2001       |                                            |                                         |                      |                    |                    |                    |                    |
| 2002                   | Karolina Gočeva                            | Od nas zavisi                           | Makedonska           | 19                 | 25                 | Inga semifinaler   | Inga semifinaler   |
| Deltog inte 2003       |                                            |                                         |                      |                    |                    |                    |                    |
| 2004                   | Toše Proeski                               | Life                                    | Engelska             | 14                 | 44                 | 10                 | 71                 |
| 2005                   | Martin Vučić                               | Make My Day                             | Engelska             | 17                 | 52                 | 9                  | 97                 |
| 2006                   | Elena Risteska                             | Ninanajna                               | Engelska, makedonska | 12                 | 56                 | 10                 | 76                 |
| 2007                   | Karolina Gočeva                            | Mojot svet                              | Makedonska, engelska | 14                 | 73                 | 9                  | 97                 |
| 2008                   | Tamara Todevska feat. Vrčak & Adrian Gaxha | Let Me Love You                         | Engelska             | Kvalificerade inte | Kvalificerade inte | 101                | 641                |
| 2009                   | Next Time                                  | Nešto što kje ostane                    | Makedonska           | Kvalificerade inte | Kvalificerade inte | 102                | 452                |
| 2010                   | Gjoko Taneski feat Billy Zver & Pejcin     | Jas ja imam silata                      | Makedonska           | Kvalificerade inte | Kvalificerade inte | 15                 | 37                 |
| 2011                   | Vlatko Ilievski                            | Rusinka                                 | Makedonska, engelska | Kvalificerade inte | Kvalificerade inte | 16                 | 36                 |
| 2012                   | Kaliopi                                    | Crno i belo                             | Makedonska           | 13                 | 71                 | 9                  | 53                 |
| 2013                   | Esma & Lozano                              | Pred da se razdeni (Пред да се раздени) | Makedonska, romani   | Kvalificerade inte | Kvalificerade inte | 16                 | 28                 |
| 2014                   | Tijana Dapčević                            | To the Sky                              | Engelska             | Kvalificerade inte | Kvalificerade inte | 13                 | 33                 |
| 2015                   | Daniel Kajmakoski                          | Autumn Leaves                           | Engelska             | Kvalificerade inte | Kvalificerade inte | 15                 | 28                 |
| 2016                   | Kaliopi                                    | Dona (Дона)                             | Makedonska           | Kvalificerade inte | Kvalificerade inte | 11                 | 88                 |
| 2017                   | Jana Burčeska                              | Dance Alone                             | Engelska             | Kvalificerade inte | Kvalificerade inte | 15                 | 69                 |
| 2018                   | Eye Cue                                    | Lost and Found                          | Engelska             | Kvalificerade inte | Kvalificerade inte | 18                 | 24                 |
| 2019                   | Tamara Todevska                            | Proud                                   | Engelska             | 7                  | 305                | 2                  | 239                |
| 2020                   | Vasil                                      | You                                     | Engelska             | Tävlingen inställd | Tävlingen inställd | Tävlingen inställd | Tävlingen inställd |
| 2021                   | Vasil                                      | Here I Stand                            | Engelska             | Kvalificerade inte | Kvalificerade inte | 15                 | 23                 |
| 2022                   | Andrea                                     | Circles                                 | Engelska             | Kvalificerade inte | Kvalificerade inte | 11                 | 76                 |
| Deltar inte sedan 2023 |                                            |                                         |                      |                    |                    |                    |                    |

1 Juryn valde tolfteplacerade Sverige som det tionde bidraget och Makedonien missade finalplatsen. 

2 Juryn valde tolfteplacerade Finland som det tionde bidraget och Makedonien missade finalplatsen. 

## Röstningshistoria (1998–2019)[3]
Nordmakedonien har givit flest poäng till:
| Nr | Land                    | Poäng |
| -- | ----------------------- | ----- |
| 1  | Albanien                | 117   |
| 2  | Serbien                 | 104   |
| 3  | Turkiet                 | 79    |
| 4  | Kroatien                | 77    |
| 5  | Bosnien och Hercegovina | 66    |

Nordmakedonien har mottagit flest poäng av:
| Nr | Land                    | Poäng |
| -- | ----------------------- | ----- |
| 1  | Kroatien                | 75    |
| 2  | Slovenien               | 51    |
| 3  | Albanien                | 48    |
| 4  | Serbien                 | 46    |
| 5  | Bosnien och Hercegovina | 43    |

- Observera att poängen endast gäller poäng i final.